# Баррі Джеймс Маршалл
Баррі Джеймс Маршалл (англ. Barry James Marshall, 30 вересня 1951, Калгурлі, Західна Австралія) — австралійський доктор, лауреат Нобелівської премії з фізіології та медицини 2005 року, кавалер ордена Австралії. Професор клінічної мікробіології Університету Західної Австралії. Вперше показав, що виразка шлунку здебільшого викликається бактерією Helicobacter pylori. Це спростувало стару медичну доктрину про роль стресу, гострої їжі й підвищеної кислотності в етіології виразки.

## Біографія
Баррі Маршалл народився 30 вересня 1951 року в місті Калгурлі (Західна Австралія). Коли йому виповнилося сім років, його сім'я переїхала в Перт. Маршалл закінчив Університет Західної Австралії, де отримав ступінь бакалавра медицини та хірургії в 1975 році.
У 1979 році Маршалл почав роботу в Королівському госпіталі Перта, де в 1981 році він зустрівся з Робіном Ворреном, що був тоді старшим патологом в госпіталі і цікавився нещодавно відкритою ним бактерією Helicobacter pylori. Удвох вони почали дослідження цієї бактерії та її зв'язку з гастритом. У 1982 році вони виділили первинну культуру H. pylori у хворого і висунули гіпотезу про те, що ця бактерія викликає виразку і рак шлунку. Проте, це припущення було зустрінуте з недовірою в медичних і наукових спільнотах. Пізніше в 1998 році Маршалл говорив: «Всі були проти мене, але я знав, що маю рацію».
Після того, як експерименти по зараженню лабораторних свиней не вдалися, в 1984 році Маршалл сам випив культуру бактерії, виділену від хворого, і незабаром у нього розвинулися симптоми гастриту з ахлоргідрією: шлунковий дискомфорт, нудота, блювання і специфічний запах з рота (галітоз). На 14-й день після інфікування біопсія не показала наявності бактерій в шлунку. Можливо, неспецифічний імунітет сам впорався з інфекцією. Це захворювання та одужання довело відповідно до постулатів Коха, що H. pylori викликає гастрит. Дві статті з описом експерименту були опубліковані в журналі Medical Journal of Australia і стали найбільш цитованими статтями журналу.
Після цього Маршалл працював в Королівському госпіталі Перта (1985—1986), потім в Університеті Вірджинії (США, 1986—1996). Пізніше повернувся до Університету Західної Австралії, де працював протягом 1998—2003 років. Маршалл продовжує працювати в дослідницькій лабораторії університету в області, пов'язаній з дослідженнями H.pylori.

## Нагороди
У 2005 році Баррі Маршалл і його колега Робін Воррен отримали Нобелівську премію з фізіології та медицини «За роботи по вивченню впливу бактерії Helicobacter pylori на виникнення гастриту та виразки шлунку і дванадцятипалої кишки».
Інші нагороди:
- 1994 — премія Воррена Альперта
- 1995 — нагорода Австралійської медичної асоціації
- 1995 — премія Альберта Ласкера за клінічне медичне дослідження
- 1996 — міжнародна премія фонду Гарднера
- 1997 — премія Пауля Ерліха
- 1998 — медична нагорода доктора А. Х. Хейнекена
- 1998 — медаль Флорея
- 1998 — медаль Буханана Королівського суспільства
- 1999 — медаль Бенджамина Фракліна з природничих наук
- 2002 — нагорода Кейо з медичних наук
- 2003 — державна «медаль століття» Австралії (Centenary medal)
- 2007 — кавалер ордена Австралії вищого ступеня.